# D函数
维格纳D函数（英語：Wigner D-matrix）是紧李群SU(2)和SO(3)的不可约酉表示的矩阵元。D函数最初由尤金·保羅·維格納于1927年引入，其中“D”是德语单词“Darstellung”（意为“表示”）的首字母。此外，D函数的复共轭也是量子三维刚性转子的能量本征函数。